# Vuarmarens
Vuarmarens (Vouarmarin  en patois fribourgeois) est une localité et une ancienne commune suisse du canton de Fribourg, située dans le district de la Glâne. 

## Géographie
Vuarmarens est située à 30 km au sud de Fribourg et à 30 km au nord de Lausanne. L'ancienne commune de Vuarmarens mesurait 603 km2. 6,6% de cette superficie correspondait à des surfaces d'habitat ou d'infrastructure, 66,0% à des surfaces agricoles et 27,4% à des surfaces boisées.

## Histoire
Le lieu sur lequel se trouve actuellement le village de Vuarmarens était le siège d'un établissement gallo-romain. Par la suite, le village est référencé pour la première fois en 996, lorsque des terres y sont données à un noble par Rodolphe III de Bourgogne]. Seigneurie pendant le Moyen Âge, le village devient propriété de l'hôpital de Moudon en 1344, puis de la ville de Fribourg en 1543. Érigé en commune en 1798, Vuarmarens fait partie du district de Rue jusqu'en 1848, puis de celui de la Glâne. 
La commune a fusionné avec celle de Morlens en 1991, puis avec celle d'Esmonts en 2006 avant de fusionner avec celle d'Ursy en 2012. Nom actuel démocratiquement et unanimement adopté pour cette grande commune ainsi constituée  URSY

## Population et société

### Surnom
Les habitants de la commune sont surnommés lè Mô-Pinyî, soit les mal-peignés en patois fribourgeois.

### Démographie
L'ancienne commune de Vuarmarens comptait 610 habitants en 2022. Sa densité de population atteint 101 hab./km².
Le graphique suivant résume l'évolution de la population de Vuarmarens entre 1850 et 2008 :